# COCONUTS-2b
COCONUTS-2bまたはWISEPA J075108.79-763449.6とは、M型主系列星であるCOCONUTS-2の周囲を公転している太陽系外惑星（巨大ガス惑星）である。木星質量の6.3倍を持ち、公転軌道を1周するのに100万年以上かかり、主星から約6000天文単位離れている。主星であるCOCONUTS-2（COCONUTS-2A）は、TYC 9381-1809-1とも呼ばれ、カメレオン座の方向に約35光年離れた場所にあり、スペクトル分類はM3である。主星は太陽質量の約3分の1で、年齢は1億5000万~8億年とされている。
この天体は最初2011年に発見され、当初はスペクトル分類がT9の浮遊する褐色矮星として識別された。Cool Companions on Ultrawide Orbits（COCONUTS）による観測中に、COCONUTS-2との関連が2021年に発表された。地球から約10.9パーセク離れており、COCONUTS-2bはこれまで知られている中で地球に最も近い直接画像化された太陽系外惑星である。COCONUTS-2bは主星から遠く離れていることから、若い巨大ガス太陽系外惑星の大気と組成を研究するための優れた候補である。天文学者は、COCONUTS-2bの温度を約434ケルビン（摂氏161度、華氏322度）と推定している。
| 木星 | COCONUTS-2b |
| ---- | ----------- |
| 木星 | Exoplanet   |